# Divendres de dejuni
Els divendres de dejuni són els divendres que cauen en quaresma, en els quals la religió cristiana estipula de fer dejuni.
En els països cristians, antigament era costum de fer un dejuni penitenciari de menjars de rics i coses cares durant la quaresma que podria tenir les mateixes arrels culturals que el ramadà. Però per acontentar el poble, es van relaxar les lleis i es va limitar el dejuni al divendres per a la gent menys devota. Tant va ser la limitació que al final, l'únic que quedava bandejat era de menjar carn, greix (això exclou molt de dolços i pastes), i ous els divendres de quaresma (i per això, el carnestoltes se celebrava menjant botifarra d'ous). Per contres, la gent menjava peix –sobretot bacallà– que era més barat i considerat menjar de pobres. Avui en dia, i a causa de la diferència de preus aquesta tradició ha deixat de tenir sentit, ja que es considera més luxós menjar peix que no pas carn o ous i, per tant, ja no és ni penitenciari ni devot.